# Frans van de Velde
Frans van de Velde, conosciuto anche come Francesco Sonnio (in latino Franciscus Sonnius; Son, 12 agosto 1506 – Anversa, 29 giugno 1576), è stato un vescovo cattolico e teologo olandese.

## Biografia
Nato nel 1506 a Son, studiò dapprima medicina e poi teologia. Diventò quindi professore all'Università di Lovanio e partecipò al Concilio di Trento.
Il 10 marzo 1561 venne nominato primo vescovo di 's-Hertogenbosch, diocesi appena eretta, da papa Pio IV e fu consacrato l'8 novembre 1562 nella chiesa di San Michele e Santa Gudula dal cardinale Antoine Perrenot de Granvelle, insieme a Pieter de Corte e Pepin de Rosa come co-consacranti.
Il 13 marzo 1570 venne trasferito e nominato vescovo di Anversa da papa Pio V. Mantenne l'incarico fino alla morte, avvenuta nel 1576 ad Anversa e fu sepolto nella cattedrale cittadina.

## Genealogia episcopale e successione apostolica
La genealogia episcopale è:
- Cardinale Juan Pardo de Tavera
- Cardinale Antoine Perrenot de Granvelle
- Vescovo Frans van de Velde

La successione apostolica è:
- Vescovo Cornelio Giansenio (1568)
- Vescovo Gilles van den Bergh, O.F.M. Obs. (1570)
- Vescovo Godfried van Mierlo, O.P. (1571)
- Arcivescovo Louis de Berlaymont (1571)